# Lista linii kolejowych w Norwegii

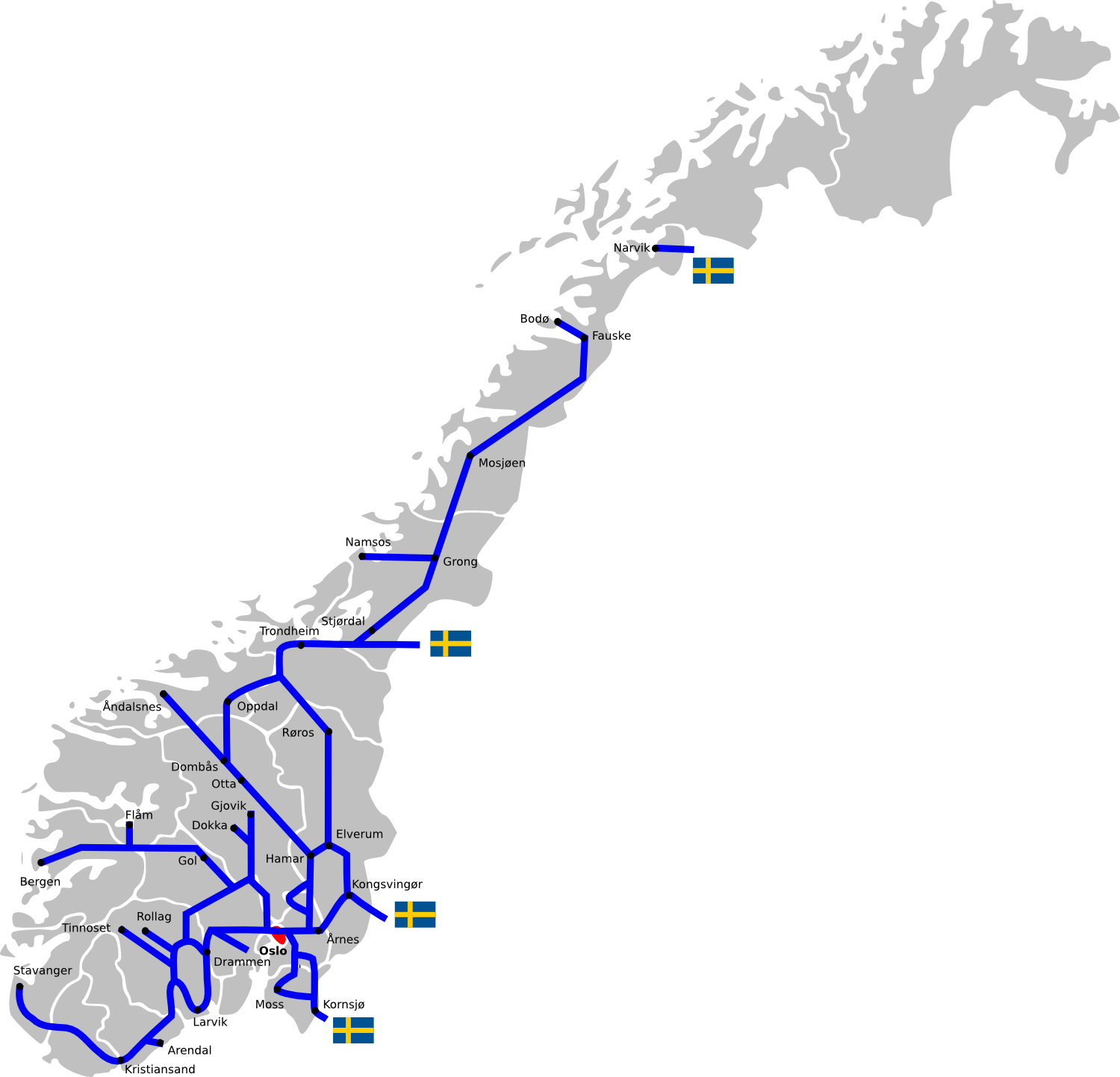
Sieć linii kolejowych w Norwegii

Linie kolejowe w Norwegii – sieć 4087 km linii kolejowych w Norwegii, z czego 2622 km jest zelektryfikowanych a 242 km – dwutorowych. Na norweskich liniach kolejowych znajduje się 6986 tuneli i 2760 mostów. Głównym przewoźnikiem są Vy – norweskie koleje państwowe.

## Przewozy pasażerskie
W roku 2010 norweskie koleje państwowe przewiozły 51,7 miliona pasażerów, co oznacza wzrost o 0,4 procent w porównaniu z rokiem poprzednim. Największy przyrost pasażerów zanotowano w Stavanger – o 29 punktów procentowych w porównaniu z rokiem poprzednim. Poniższa tabela przedstawia najbardziej uczęszczane linie i trasy w ruchu dalekobieżnym.
| Nazwa linii   | Trasa                    | Liczba pasażerów (2010) | Zmiana (2009) |
| ------------- | ------------------------ | ----------------------- | ------------- |
| Vestfoldbanen | Oslo – Skien             | 1 604 000               | 9%            |
| Østfoldbanen  | Oslo – Göteborg          | 1 338 000               | 3%            |
| Dovrebanen    | Oslo – Lillehammer       | 1 260 000               | 0%            |
| Bergensbanen  | Oslo – Bergen            | 701 000                 | 1%            |
| Sørlandsbanen | Oslo – Kristiansand      | 447 000                 | 3%            |
| Sørlandsbanen | Kristiansand – Stavanger | 399 000                 | 0%            |

## Punkty skrajne norweskiej sieci kolejowej
Z uwagi na warunki geograficzne norweska sieć kolejowa nie jest równomiernie rozłożona. Bliskość Gór Skandynawskich i Morza Północnego powodująca duże przewyższenia, a także rozkład temperatur i klimat subpolarny na północy spowodowały, że największe zagęszczenie sieci występuje na południu kraju, zwłaszcza wokół Oslo oraz na wschodzie. Niemal cała sieć stanowi jednolity system – wyjątek stanowi linia kolejowa Ofotbanen, połączona wyłącznie z siecią szwedzką. Niniejsza tabela przedstawia skrajne punkty norweskiej sieci:
| Kierunek | Nazwa stacji | Nazwa linii   | Odległość od Oslo |
| -------- | ------------ | ------------- | ----------------- |
| N        | Narwik       | Ofotbanen     | 1580 km           |
| S        | Kristiansand | Sørlandsbanen | 365 km            |
| E        | Bjørnfjell   | Ofotbanen     | 1540 km           |
| W        | Bergen       | Bergensbanen  | 471 km            |

## Linie kolejowe eksploatowane w ruchu pasażerskim
Niniejsza lista jest wykazem wszystkich linii kolejowych aktualnie istniejących i wykorzystywanych w ruchu pasażerskim. Istnieje niewiele linii kolejowych wyłączonych z ruchu osobowego a wykorzystywanych jedynie dla ruchu towarowego, bądź sporadycznie i nieregularnie wykorzystywanych dla przejazdów pociągów historycznych.
| Nazwa linii               | Stacja początkowa | Stacja końcowa          | Mapa | Długość  | trakcja elektryczna. | Rok   | Zdjęcie |
| A                         | A                 | A                       | A    | A        | A                    | A     | A       |
| ------------------------- | ----------------- | ----------------------- | ---- | -------- | -------------------- | ----- | ------- |
| Arendalsbanen             | Nelaug            | Arendal                 |      | 37 km    | T                    | 1908  |         |
| Askerbanen                | Asker             | Sandvika                |      | 9,5 km   | T                    | 2005  |         |
| B                         |                   |                         |      |          |                      |       |         |
| Bergensbanen              | Oslo S            | Bergen                  |      | 371 km   | T                    | 1909  |         |
| Bratsbergbanen            | Eidanger          | Nordagutu               |      | 74 km    | T                    | 1916  |         |
| D                         |                   |                         |      |          |                      |       |         |
| Dovrebanen                | Oslo S            | Trondheim               |      | 553 km   | T                    | 1921  |         |
| Drammenbanen              | Drammen           | Oslo S                  |      | 52,86 km | T                    | 1872  |         |
| F                         |                   |                         |      |          |                      |       |         |
| Flåmsbana                 | Myrdal            | Flåm                    |      | 20,2 km  | T                    | 1940  |         |
| G                         |                   |                         |      |          |                      |       |         |
| Gardermobanen             | Oslo S            | Eidsvoll                |      | 68 km    | T                    | 1998  |         |
| Gjøvikbanen               | Oslo S            | Gjøvik                  |      | 124 km   | T                    | 1902  |         |
| H                         |                   |                         |      |          |                      |       |         |
| Hovedbanen                | Oslo S            | Eidsvoll                |      | 68 km    | T                    | 1864  |         |
| J                         |                   |                         |      |          |                      |       |         |
| Jærbanen                  | Stavanger         | Egersund                |      | 74 km    | T                    | 1878  |         |
| K                         |                   |                         |      |          |                      |       |         |
| Kongsvingerbanen          | Lillestrøm        | Charlottenberg          |      | 115 km   | T                    | 1862  |         |
| M                         |                   |                         |      |          |                      |       |         |
| Meråkerbanen              | Trondheim         | Storlien                |      | 102 km   | N                    | 1881  |         |
| N                         |                   |                         |      |          |                      |       |         |
| Nordlandsbanen            | Bodø              | Trondheim               |      | 727 km   | N                    | 1962. |         |
| O                         |                   |                         |      |          |                      |       |         |
| Ofotbanen                 | Narwik            | Granica państwa, Kiruna |      | 43 km    | T                    | 1902  |         |
| Østfoldbanen              | Oslo S            | Kornsjø                 |      | 171 km   | T                    | 1879  |         |
| Østfoldbanens østre linje | Ski               | Sarpsborg               |      | 89 km    | T                    | 1882  |         |
| R                         |                   |                         |      |          |                      |       |         |
| Raumabanen                | Dombås            | Åndalsnes               |      | 114,2 km | N                    | 1924  |         |
| Roa–Hønefosslinjen        | Roa               | Hønefoss                |      | 32 km    | T                    | 1909  |         |
| Rørosbanen                | Hamar             | Støren                  |      | 431 km   | T                    | 1877  |         |
| S                         |                   |                         |      |          |                      |       |         |
| Sørlandsbanen             | Drammen           | Stavanger               |      | 528 km   | T                    | 1944  |         |
| Spikkestadlinjen          | Asker             | Spikkestad              |      | 14 km    | T                    | 1872  |         |
| Stavnebanen               | Marienborg        | Leangen                 |      | 6 km     | T                    | 1857  |         |
| V                         |                   |                         |      |          |                      |       |         |
| Vestfoldbanen             | Drammen           | Eidanger                |      | 148 km   | T                    | 1882  |         |

## Systemy kolei miejskich
Jedynym systemem kolei miejskiej niezintegrowanym z pozostałą częścią sieci kolejowej jest metro w Oslo. Pozostałe koleje miejskie utworzone są na już istniejących liniach. Oprócz metra wszystkie są obsługiwane przez państwowego przewoźnika.
| Nazwa                           | Typ                 | Linie | Liczba linii | Liczba stacji | Trakcja   | Zdjęcie |
| ------------------------------- | ------------------- | --- | ------------ | ------------- | --------- | ------- |
| Szybka kolej miejska w Oslo     | SKM                 | - Gjøvikbanen - Spikkestadlinjen - Bergensbanen - Drammenbanen - Kongsvingerbanen - Gardermobanen - Askerbanen | 8            | 128           | elektr.   |         |
| Metro w Oslo                    | metro               | własna sieć | 5            | 101           | elektr.   |         |
| Jærbanen w Stavanger            | kolej aglomeracyjna | - Sørlandsbanen                                                                                                | 1            | 18            | elektr.   |         |
| Kolej aglomeracyjna w Trondheim | kolej aglomeracyjna | - Dovrebanen - Meråkerbanen - Nordlandsbanen - Rørosbanen - Stavnebanen                                        | 2            | 35            | spalinowa |         |
| Kolej aglomeracyjna w Bergen    | kolej aglomeracyjna | - Bergensbanen                                                                                                 | 2            | 28            | elektr.   |         |

## Linie kolejowe eksploatowane w ruchu towarowym
Niewielka część aktywnej sieci, ok. 110 km, nie jest wykorzystywana dla ruchu osobowego, a używana jest wyłącznie dla przewozów towarowych. Są to, jak w przypadku Solørbanen, linie, na których istniał kiedyś ruch osobowy, ale został przeniesiony na inną trasę, bądź też krótkie odcinki stanowiące łączniki między różnymi liniami.
| Nazwa linii              | Przebieg                                     | Długość | Trakcja     | Data otwarcia | Rola                                   |
| ------------------------ | -------------------------------------------- | ------- | ----------- | ------------- | -------------------------------------- |
| Alnabru – Grefsenlinjen  | Oslo                                         | 2 km    | elektryczna | 1901          | łącznica Hovedbanen i Gjøvikbanen      |
| Brevikbanen              | Eidanger – Brevik                            | 9 km    | elektryczna | 1882          | odnoga Vestfoldbanen                   |
| Dalane – Suldallinjen    | Kristiansand                                 | 1 km    | elektryczna | 1943          | objazd Sørlandsbanen                   |
| Loenga – Alnabrulinjen   | okolice Oslo, obsługa terminalu towarowego   | 3 km    | elektryczna | 1907          | łącznica Hovedbanen i Østfoldbanen     |
| Skøyen – Filipstadlinjen | Skøyen, Filipstad (dzielnica Oslo)           | 2 km    | elektryczna | 1872          | odnoga Drammenbanen                    |
| Solørbanen               | Kongsvinger – Elverum                        | 94 km   | spalinowa   | 1902          | łącznica Kongsvingerbanen i Rørosbanen |
| Stavne – Leangenbanen    | Trondheim, odbicie przy przystanku Lerkendal | 6 km    | spalinowa   | 1882          | łącznica Dovrebanen i Nordlandsbanen   |